# La Surprise du chef
Pour plus de détails, voir Fiche technique et Distribution.
La Surprise du chef est un film français réalisé par Pascal Thomas, sorti en 1976.

## Synopsis
Hubert est le talentueux rédacteur en chef d'un grand magazine parisien. Il semble tout savoir sur tout et avoir une solution à tout problème, au risque de paraître un peu hautain. Il a su se faire une place au soleil, à l'inverse de son ancien ami Papinou. Ce dernier se rappelle au bon souvenir d'Hubert en lui envoyant une longue lettre qui le replonge dans son passé. Papinou vient de rencontrer par hasard à la sortie d'un cinéma Sabine, une femme que les deux amis convoitaient. De cette rencontre fortuite s'enchaînent les souvenirs, du temps où Hubert était petit pigiste provincial, Papinou restaurateur et président du club de foot local, et Sabine une jeune fille en fleur naïve mais curieuse du monde. Mais ni Papinou, ni Hubert, ni même Sabine, n'ont le même point de vue sur ces souvenirs,

## Fiche technique
- Titre : La Surprise du chef
- Réalisation : Pascal Thomas
- Scénario : Pascal Thomas et Roland Duval
- Photographie : Colin Mounier
- Musique : Vladimir Cosma
- Son : Pierre Lenoir
- Montage : Nadine Muse
- Production : Les Films du chef-lieu
- Distribution : AMLF
- Pays de production :  France
- Langue français
- Genre : comédie
- Tournage : 1975
- Durée : 1 h 43 min
- Date de sortie : 
  - France : 28 avril 1976

## Distribution
- Hubert Watrinet : Hubert
- Annie Colé : Françoise
- Virginie Thévenet : Sabine
- Jacques Debary : le directeur
- Papinou : Papinou
- Marylène Gars : Véronique
- Carlyne Carf : Château-Renard
- Bruno Gourdon : Nanar
- Henri Gault et Christian Millau : eux-mêmes
- Frédéric Duru